# 牛其堡水库
牛其堡水库是中国辽宁省沈阳市法库县境内的一座水库，位于拉马河支流小岭河上，建于1959年。水库正常库容为730万立方米，集雨面积为66平方千米，海拔为51.2米。